# UFC Fight Night: Allen vs. Curtis 2
UFC Fight Night: Allen vs. Curtis 2 (también conocido como UFC Fight Night 240, UFC on ESPN+ 99 y UFC Vegas 90) fue un evento de artes marciales mixtas producido por Ultimate Fighting Championship llevado a cabo el 6 de abril de 2024. en las instalaciones de UFC Apex, en Enterprise, parte del Área metropolitana de Las Vegas, Estados Unidos.

## Antecedentes
Una pelea de peso mediano entre el ex-retador titular Marvin Vettori y el ex-campeón de peso mediano de LFA Brendan Allen estaba programada para encabezar el evento. Sin embargo, el 14 de marzo, se anunció que Vettori se había retirado de la pelea por razones no reveladas y fue reemplazado por Chris Curtis. El par se enfrentó previamente en UFC on ESPN: Font vs. Aldo.

## Bonificaciones
Los siguientes peleadores recibieron bonos de $50.000.
- Pelea de la Noche: Jose Mariscal vs. Morgan Charrière
- Actuación de la Noche: Ignacio Bahamondes y César Almeida